# 聖通寺山
聖通寺山（しょうつうじやま）は、香川県綾歌郡宇多津町と坂出市の境界に座する標高約120mの山で、三角点は標高118.3m地点にある。
北峰（120.2m）と南峰（117m）の双耳峰になっており、北峰の最高地点の山頂には積石塚古墳（聖通寺山古墳址）があり、北側の結婚式場「サンアンジェリーナ」は、瀬戸内海と瀬戸大橋が一望できる展望台にもなっていて、四国八十八景73番に選定されている。山麓西側には四国八十八箇所番外札所の聖通寺がある。
恋人の聖地
うたづ臨海公園とともに聖通寺山展望台は香川県に3箇所ある恋人の聖地の一つに選ばれていて、サンアンジェリーナの営業時間内はその建物内にある展望台に入って瀬戸内海の夜景を望むことができる。レストランの利用は完全予約制である。
常盤公園と聖通寺山公園
常盤公園は1940年の皇紀2600年を記念して北峰に造られた公園で「二六公園」と呼ばれていたが、1952年坂出出身の大蔵大臣津島寿一が常盤公園と命名した。上記の積石塚古墳周辺の桜が植えられた広場を指す。聖通寺山公園は、南峰の坂出市の地区が風致公園として展望台や広場がある。

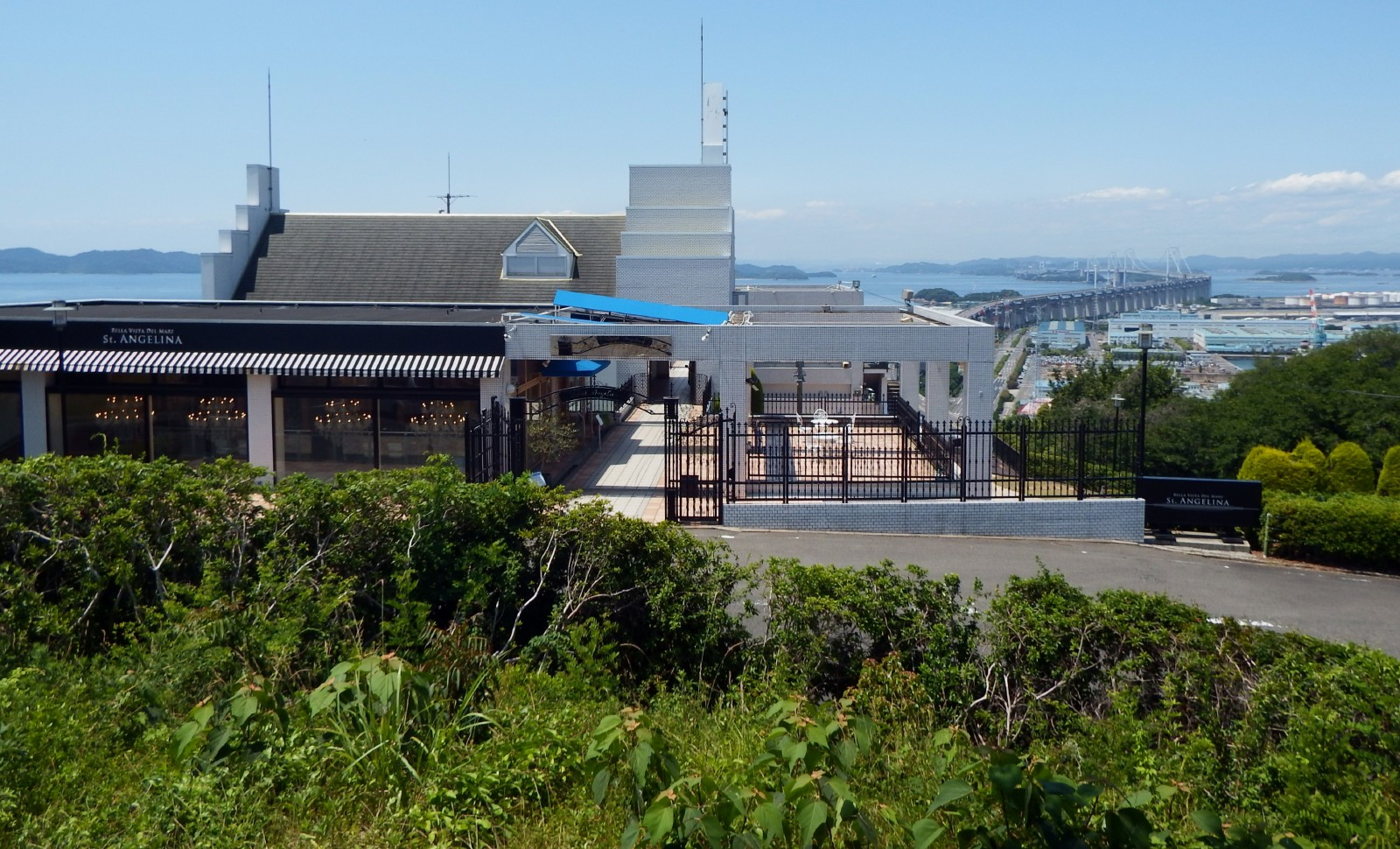
サンアンジェリーナ
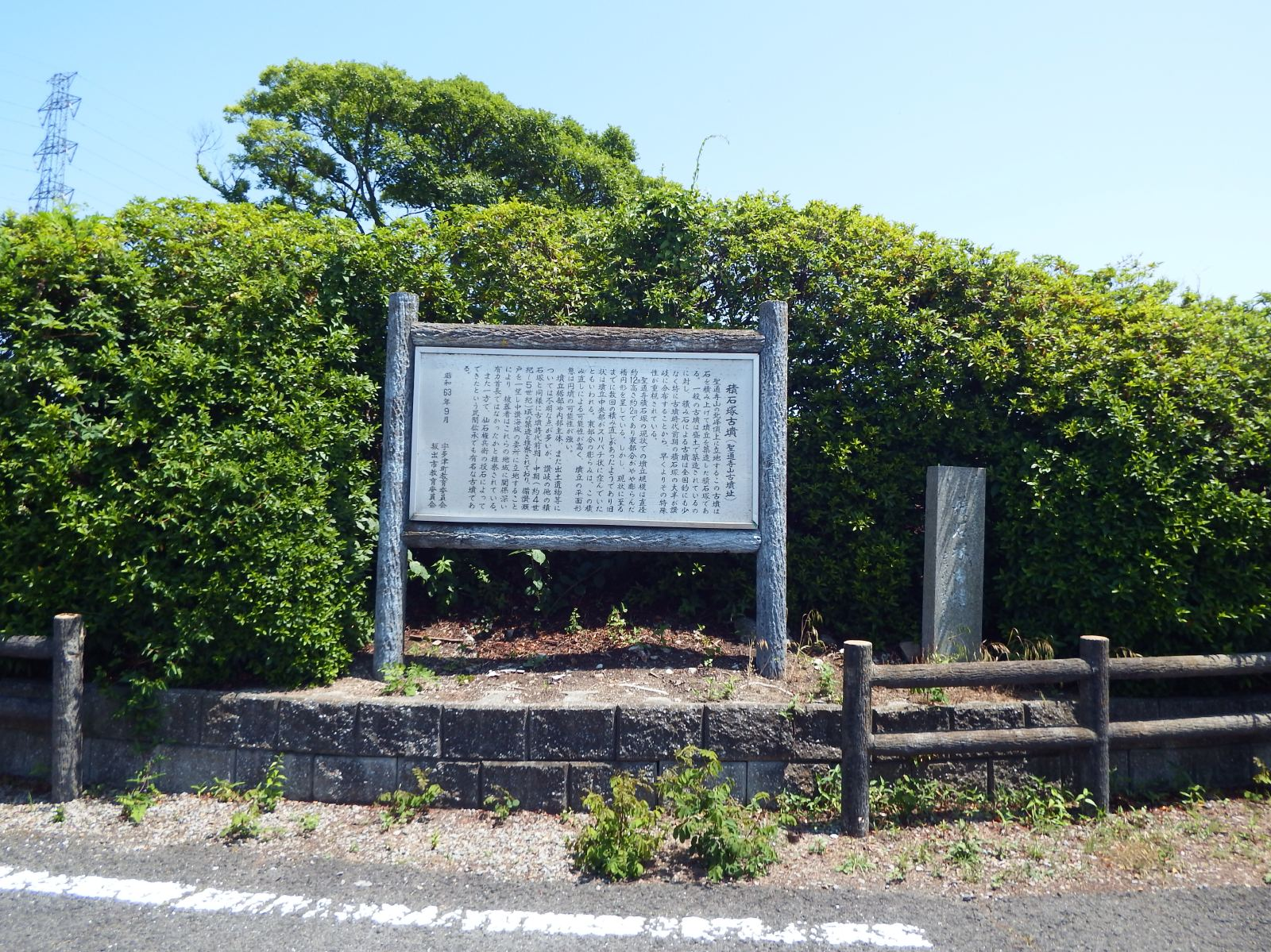
積石塚古墳
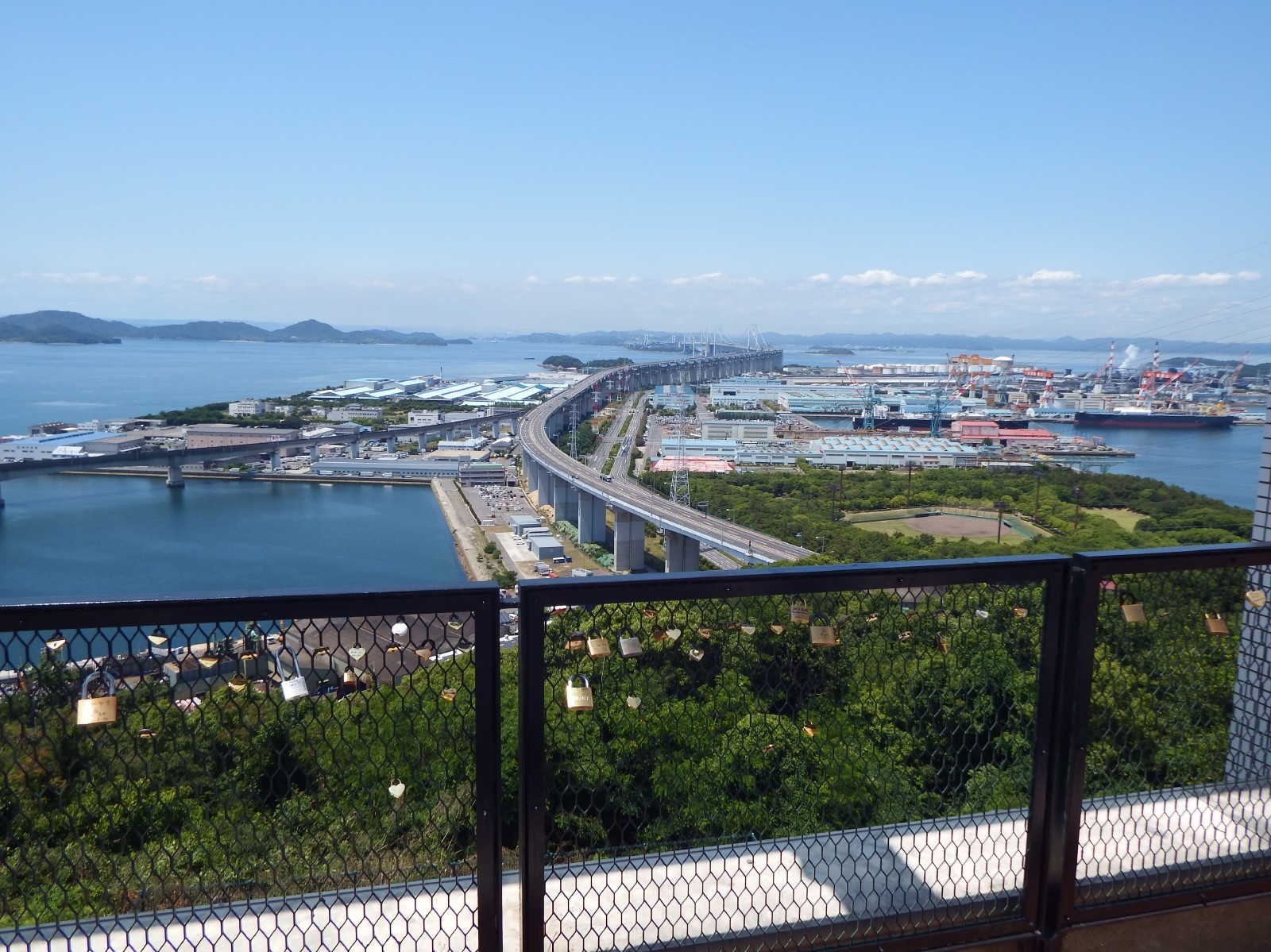
恋人の聖地
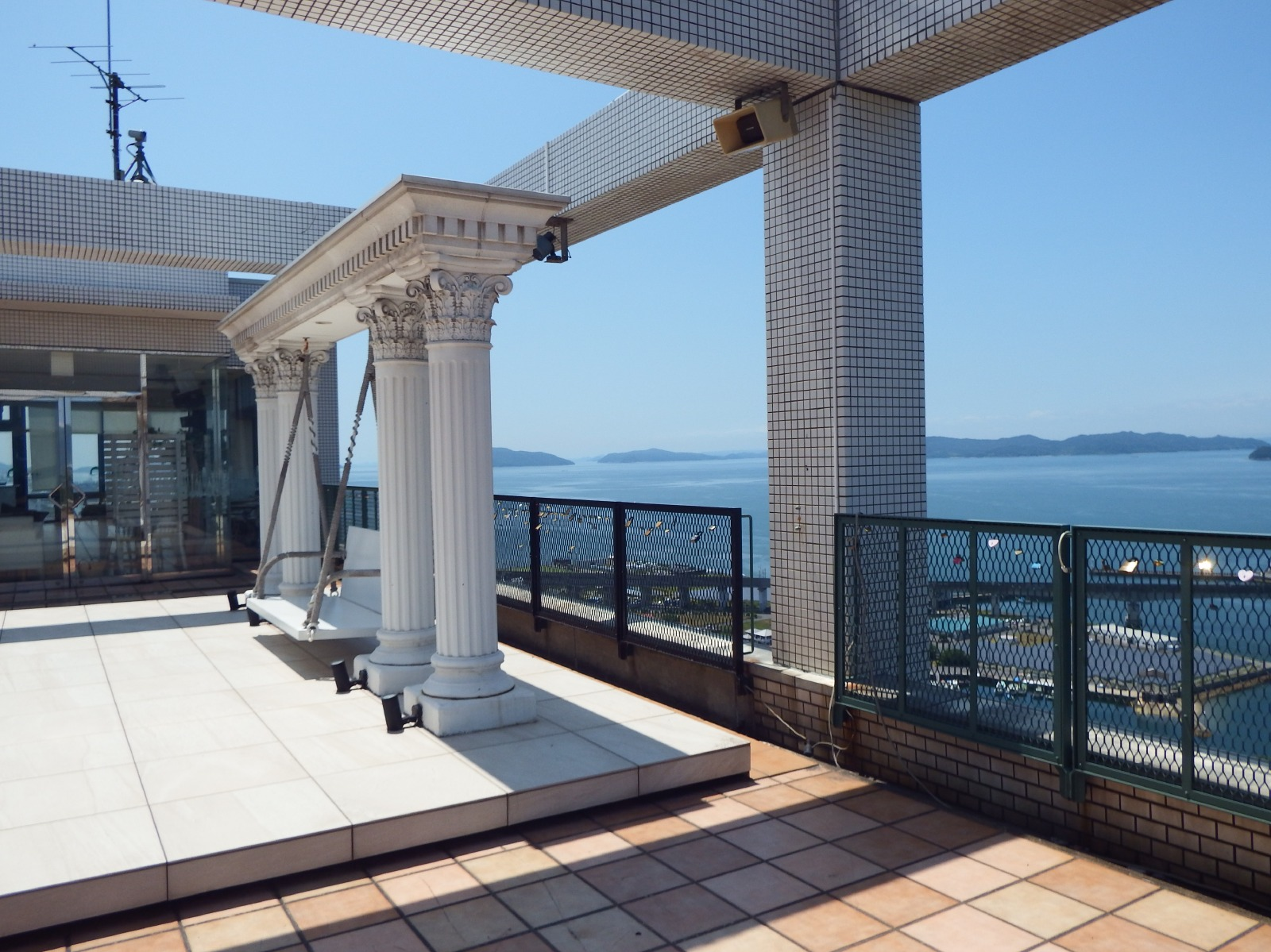
展望台
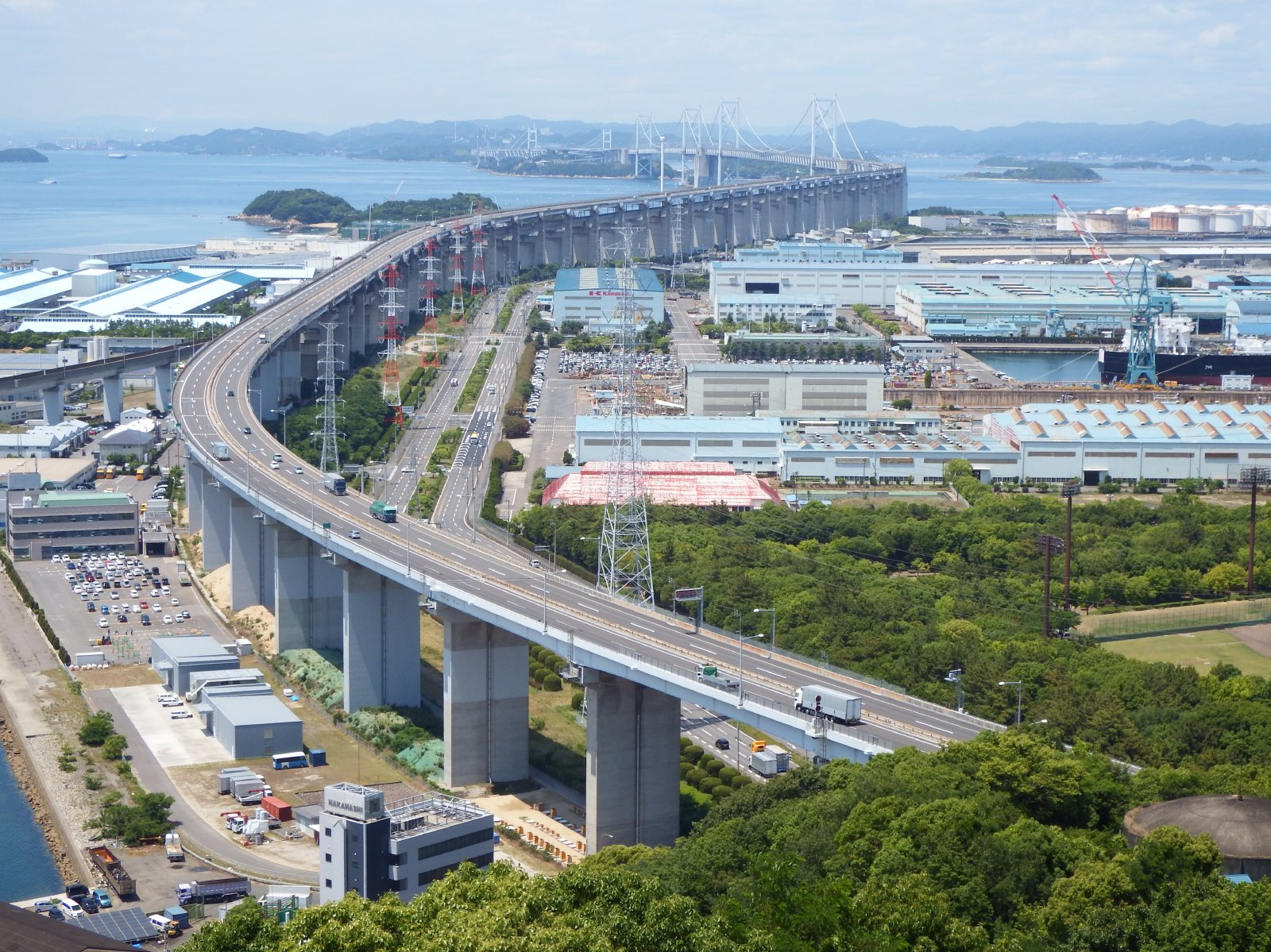
瀬戸大橋と番の州